# Broken Bells

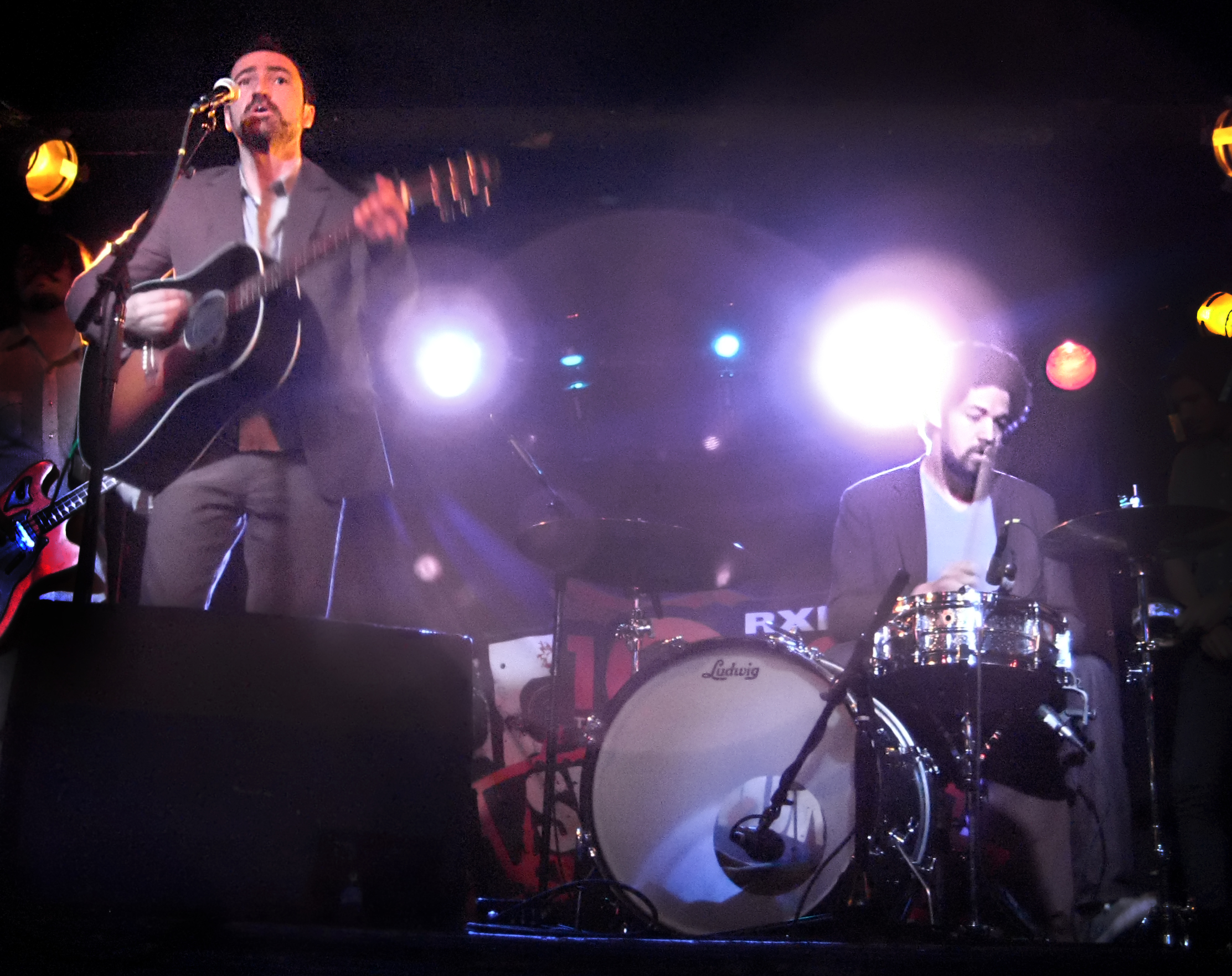
James Mercer (links) en Danger Mouse tijdens een optreden in New York (8 juni 2010).

Broken Bells is een Amerikaanse indierockband, bestaande uit Brian Burton (beter bekend als Danger Mouse) en James Mercer, zanger en gitarist van The Shins. Op 29 september 2009 werd deze samenwerking tussen Burton en Mercer bekendgemaakt.

## Geschiedenis
Na elkaar eerst ontmoet te hebben op het Deense muziekfestival Roskilde in 2004, begonnen ze in maart 2008 heimelijk met het maken van opnames in de studio van Burton in Los Angeles. Ze beschrijven zelf hun stijl als "melodieus, maar ook experimenteel". Mercer vertelde in een interview met het tijdschrift NME dat zijn werk met The Shins hem te zwaar werd en dat hij om die reden toe was aan iets anders.
Op 21 december 2009 maakte het tweetal bekend dat hun eerste single, "The High Road", uitgebracht was. Deze was aanvankelijk als gratis download verkrijgbaar op de officiële site van de groep. Als B-kant van deze single werd het instrumentale nummer "An Easy Life" gebruikt. Op 27 januari 2010 ging de videoclip van "The High Road" op MySpace in première. Deze videoclip werd geregisseerd door Sophie Muller.
De groep trad op vrijdag 19 februari 2010 voor het eerst op. Burton en Mercer werden bij dit concert, dat gehouden werd in Los Angeles, bijgestaan door een viertal muzikanten.
Het debuutalbum, genaamd Broken Bells, werd in Europa en de Verenigde Staten op 9 maart 2010 uitgebracht door Columbia Records. Het volledige album lekte in december 2009 al uit op internet. Burton vertelde op 9 februari 2010 in een interview met het tijdschrift Billboard dat het uitgelekte album verschilde van de versie die officieel werd uitgebracht: "The songs on the version floating around the Web now are mislabeled. There are songs on there that aren't on the final album -- it's an old version."
Het album verscheen tevens in een speciale uitgave, waarbij het album is verpakt in een muziekdoos. Bij het openen van deze doos wordt een bonusnummer, genaamd "Overture", afgespeeld.
Op 12 april 2010 werd via de sociale netwerksite MySpace een ep uitgegeven, genaamd The MySpace Transmissions. Op 17 mei 2010 maakte het tijdschrift Billboard bekend dat Mercer van plan is om met Burton een tweede album uit te brengen: 

We definitely will keep working together.
— Mercer in een interview in Billboard (17 mei 2010)

In de videoclip voor de tweede single van Broken Bells, "The Ghost Inside", speelde Christina Hendricks een hoofdrol. Hendricks verwierf bekendheid met haar rol in de televisieserie Mad Men.
Broken Bells begon ruim een maand na de uitgave van het debuutalbum aan een Noord-Amerikaanse toer. De uit Berkeley (Californië) afkomstige indierockband The Morning Benders verzorgen hierbij geregeld het voorprogramma. In de zomer van 2010 trad Broken Bells vooral op muziekfestivals op. Zo stonden ze op 25 juni op het Glastonbury Festival en op 17 juli op het Montreux Jazz Festival in Zwitserland. Op vrijdag 20 augustus 2010 stond Broken Bells op het hoofdpodium van Lowlands.

## Musici
Bij optredens wordt het tweetal bijgestaan door de volgende muzikanten:
- Nate Walcott
- Nik Freitas
- Jonathan Hischke
- Dan Elkan

## Discografie

### Albums
| Album met eventuele hitnotering(en) in de Nederlandse Album Top 100 | Datum van verschijnen | Datum van binnenkomst | Hoogste positie | Aantal weken | Opmerkingen |
| ------------------------------------------------------------------- | --------------------- | --------------------- | --------------- | ------------ | ----------- |
| Broken bells                                                        | 05-03-2010            | 13-03-2010            | 35              | 8            |             |
| After the disco                                                     | 02-04-2014            |                       | -               | -            |             |

| Album met hitnotering(en) in de Vlaamse Ultratop 200 albums | Datum van verschijnen | Datum van binnenkomst | Hoogste positie | Aantal weken | Opmerkingen |
| ----------------------------------------------------------- | --------------------- | --------------------- | --------------- | ------------ | ----------- |
| Broken bells                                                | 2010                  | 20-03-2010            | 72              | 3            |             |
| After the disco                                             | 2014                  |                       | -               | -            |             |